# Max Wladimir von Beck
Max Wladimir von Beck, född 6 september 1854 och död 20 januari 1943, var en österrikisk friherre och politiker.
Som ministerpresident 1906-08 lyckades von Beck i januari 1907 lösa representationsfrågan, vilken tidigare tvingat två ministärer att avgå. Allmän rösträtt (för män) till den folkvalda kammaren och valkretsindelning efter nationalitetssynpunkt var de stora nyheterna. Skickligheten som politisk underhandlare visade von Beck även vid den med Ungern 1907 träffade överenskommelsen om bland annat sänkt kvottal över Österrike vid bestridandet av för bägge länderna gemensamma utgifter.